# تیرمتین
تیرمتین (به عربی: تیرمتین) یک شهرداری در الجزایر است که در استان تیزی وزو واقع شده‌است.